# Équipe de Tunisie de football en 1973
L'équipe de Tunisie de football accomplit l'exploit en 1973 de remporter la coupe de Palestine (nom adopté alors pour la coupe arabe des nations), avec six victoires en autant de matchs, 19 buts marqués et trois encaissés. Ceci atténue la déception de l'élimination face à l'équipe de Côte d'Ivoire lors des qualifications pour la coupe du monde 1974. Mohieddine Habita, à l'âge de 20 ans, se manifeste particulièrement par son talent. Élu meilleur joueur de la coupe de Palestine, il enchante le public par sa technique qui lui vaut le surnom de « Pelé arabe ».

## Matchs
| Date             | Stade                                | Adversaire    | Score | Comp | Buteurs tunisiens                                            |
| 4 février 1973   | Stade olympique d'El Menzah, Tunisie | Yougoslavie   | 0-5   | A    |                                                              |
| 11 février 1973  | Stade olympique d'El Menzah, Tunisie | Côte d'Ivoire | 1-1   | QCDM | Habita 49 pen                                                |
| 25 février 1973  | Abidjan, Côte d'Ivoire               | Côte d'Ivoire | 1-2   | QCDM | Adhouma 10e                                                  |
| 6 juin 1973      | Stade olympique d'El Menzah, Tunisie | Brésil        | 1-4   | A    | Habita 71e                                                   |
| 13 août 1973     | Tripoli, Libye                       | Syrie         | 4-1   | CP   | Habita 44e 58e 73e, M.A. Akid 86e                            |
| 15 août 1973     | Tripoli, Libye                       | Égypte        | 1-0   | CP   | Habita 39e                                                   |
| 19 août 1973     | Tripoli, Libye                       | Yémen du Sud  | 2-0   | CP   | Chakroun 63e, M.A. Akid 66e                                  |
| 21 août 1973     | Tripoli, Libye                       | Palestine     | 6-2   | CP   | M.A. Akid 10e 12e 72e, Chakroun 35e 62e, Habita 18e          |
| 23 août 1973     | Tripoli, Libye                       | Irak          | 2-0   | CP   | Habita 7e, Chakroun 15e                                      |
| 26 août 1972     | Tripoli, Libye                       | Syrie         | 4-0   | CP   | Chakroun 42e, M.A. Akid 73e, Khouini 88e, Guelmi (auto-goal) |
| 21 décembre 1973 | Brazzaville, Congo                   | Congo         | 1-0   | A    | Habita                                                       |
| 30 décembre 1973 | Conakry, Guinée                      | Guinée        | 0-0   | A    |                                                              |

## Sources
- Mahmoud Ellafi [sous la dir. de], « Les matchs internationaux tunisiens », Almanach du sport. 1956-1973, éd. Le Sport, Tunis, 1974, p. 211-238
- Mohamed Kilani, « Équipe de Tunisie : les rencontres internationales », Guide-Foot 2010-2011, éd. Imprimerie des Champs-Élysées, Tunis, 2010
- Béchir et Abdessattar Latrech, 40 ans de foot en Tunisie, vol. 1, chapitres VII-IX, éd. Société graphique d'édition et de presse, Tunis, 1995, p. 99-176